# Westfalentag
Der Westfalentag ist eine Kulturveranstaltung, die jährlich vom Westfälischen Heimatbund ausgerichtet wird. Er ist nicht zu verwechseln mit dem seit 2006 stattfindenden Nordrhein-Westfalen-Tag. Zudem hat der Begriff eine umgangssprachliche Bedeutung.

## Geschichte
Der Westfalentag wird seit 1920 überwiegend jährlich, mit einer Unterbrechung durch den Zweiten Weltkrieg, in wechselnden westfälischen Städten veranstaltet, um kulturell-politische Leitvorstellungen der Heimatbewegung zu diskutieren und das Gemeinschaftsbewusstsein in der Region Westfalen zu kräftigen sowie werbend zugunsten des Heimatgedankens zu wirken.
In den Jahren zwischen 1933 und 1939 nutzte der Gau Westfalen-Nord die Veranstaltung für propagandistische Zwecke der NSDAP.
Der erste Westfalentag nach dem Zweiten Weltkrieg fand 1949 in Recklinghausen unter dem Leitwort „Lebensraum und Volkstum“ statt und thematisierte unter anderem die Situation der Heimatvertriebenen. Der Westfalentag 1950 in Bielefeld widmete sich gänzlich dieser Thematik.

## Programm
Heute ist der Westfalentag eine eintägige Veranstaltung. Der Westfälische Heimatbund mit Sitz in Münster fungiert als Hauptausrichter. Dessen jährliche Mitgliederversammlung ist Teil eines umfangreichen Programmes.
Vormittags leiten Reden und Grußworte zu Diskussionen über ein festgelegtes gesellschaftliches Thema über. Darüber hinaus wird ein Innovationspreis für Heimatvereine verliehen. Zu den Nachmittagsveranstaltungen zählen Arbeitskreise, eine Auswahl an Exkursionen sowie mitunter ein separates Kinder- und Jugendprogramm.

## Veranstaltungsorte seit 1920
- 1920: Paderborn
- 1921: Altena
- 1922: Höxter-Corvey
- 1923: Soest
- 1924: Siegen
- 1925: Münster
- 1926: Minden
- 1927: Bochum
- 1928: Dortmund
- 1929: Arnsberg
- 1930: Bielefeld
- 1931: Recklinghausen
- 1933: Münster
- 1934: Hagen
- 1935: Herford
- 1936: Soest
- 1937: Paderborn
- 1938: Siegen
- 1939: Minden
- 1949: Recklinghausen
- 1950: Bielefeld
- 1952: Paderborn
- 1953: Meschede
- 1954: Bochum
- 1955: Siegen
- 1956: Münster
- 1957: Iserlohn
- 1959: Lemgo
- 1961: Lüdenscheid
- 1963: Brakel
- 1965: Soest
- 1967: Dortmund
- 1969: Levern
- 1971: Hamm
- 1973: Warburg
- 1975: Hagen
- 1977: Paderborn
- 1979: Münster
- 1981: Olsberg
- 1983: Münster
- 1985: Lippstadt
- 1987: Iserlohn
- 1989: Gütersloh
- 1991: Siegen
- 1993: Münster
- 1995: Dortmund
- 1997: Levern
- 1999: Paderborn
- 2001: Dorsten
- 2003: Iserlohn
- 2005: Ahlen
- 2007: Schwerte
- 2009: Paderborn-Schloß Neuhaus
- 2010: Bochum
- 2011: Warburg
- 2012: Geseke
- 2013: Emsdetten
- 2014: Olsberg
- 2015: Münster
- 2016: Hagen
- 2017: Bad Lippspringe
- 2018: Brilon
- 2019: Hattingen
- 2020 und 2021: Ausfall auf Grund der Coronapandemie
- 2022: Arnsberg
- 2023: Höxter
- 2024: Siegen

Quelle für die Westfalentage (bis 2022): Westfälischer Heimatbund

## Umgangssprache
Als Westfalentag werden umgangssprachlich im südlichen Niedersachsen oder auch im nördlichen Hessen die Tage Fronleichnam und Allerheiligen bezeichnet. Beides sind katholische Feiertage, die zwar im angrenzenden Nordrhein-Westfalen zugleich gesetzliche Feiertage sind, nicht aber im mehrheitlich evangelischen Niedersachsen bzw. im angrenzenden Hessen.
An diesen Tagen kommt es regelmäßig zu einem massiven Käuferzustrom von Westfalen nach Niedersachsen und Nordhessen. Besonders betroffen ist die Stadt Osnabrück, die mit ihrem Landkreis halbinselförmig nach Westfalen hineinragt und für eine vergleichsweise große Zahl von westfälischen Einwohnern nah liegt, sowie auch die Städte Kassel, Göttingen oder auch Hameln. Die Einwohner betroffener Städte begrüßen im Allgemeinen zwar den damit verbundenen wirtschaftlichen Anschub, besuchen selber aber nur in dringenden Fällen an diesen Tagen ihre Einkaufszonen.